# Совастеев, Виталий Владимирович
Вита́лий Влади́мирович Совасте́ев (1947—2016) — советский и российский японист. Доктор исторических наук (1995), доцент. Профессор Школы искусств и гуманитарных наук Дальневосточного федерального университета.

## Биография
Родился 9 января 1947 года в городе Ворошилов (ныне Уссурийск). Окончил среднюю школу № 131 с золотой медалью.
С 1965 по 1971 годы учился на восточном факультете Дальневосточного государственного университета (ДВГУ) по специальности востоковед-филолог, референт переводчик (японский язык).Затем поступил в аспирантуру на кафедре всеобщей истории, которую окончил в 1974 году. После окончания аспирантуры начал работать на кафедре ассистентом, затем старшим преподавателем, доцентом, профессором. Дважды, в 1978—1984 и в 1988—1981 годах занимал пост заведующего кафедрой.
В 1975 году защитил кандидатскую диссертацию на тему «Отношение социалистической партии Японии к антимонополистическим преобразованиям (1960—1970)», в 1995 году — докторскую диссертацию на тему «Общественно-политическая мысль Японии в 40-60-е гг. XIX в.».
С 1996 года руководил аспирантурой на кафедре всеобщей истории, был членом нескольких диссертационных советов. Под его руководством прошла защита семи кандидатских диссертаций.
Наряду с научной деятельностью, В. В. Совастеев много и успешно занимался методической работой: возглавлял учебно-методическую комиссию исторического факультета, входил в состав Научно-методического совета ДВГУ, руководил организацией общества «Знание» на историческом факультете. Его учебное пособие для старших классов «История и культура Японии в документах и иллюстрациях» было высоко оценено специалистами и не потеряло своей актуальности и по сей день. В Японии этот учебник также получил высокую оценку — японские учёные предложили его Совету Европы как образец удачного материала по изложению истории Японии для зарубежных школьников. Под его руководством было защищено более 130 дипломных работ, 40 из которых были рекомендованы к внедрению в качестве учебных пособий для студентов. Трижды его ученики становились лауреатами Всероссийского конкурса студенческих работ.
Разработал и вёл следующие курсы и спецкурсы:
- История стран Азии и Африки;
- Социально-политические системы стран Азиатско-Тихоокеанского региона;
- Проблемы социально-экономического и политического развития стран Дальнего Востока и Юго-Восточной Азии;
- Политическая культура Японии;
- Историография стран Азии и Африки.

Скончался 3 декабря 2016 года.
В. В. Совастеев — автор более 100 научных трудов, в том числе монографий, учебников и учебных пособий для студентов и школьников. С 1995 года он значится во всех переизданиях авторитетного справочника С. Д. Милибанд «Востоковеды России: XX начало XXI века : биобиблиографический словарь». Также его имя внесено японскими коллегами в Национальный каталог зарубежных японоведов.

## Личная жизнь
Кроме родного русского, в совершенстве знал два языка — английский и японский. Также владел корейским языком со словарём. Увлекался живописью, любил кинематограф (особенно фильмы Ф. Феллини, С. И. Параджанова, А. Тарковского) и классическую музыку.

## Награды
- Почётный работник высшего профессионального образования Российской Федерации
- Грамота Министерства образования РФ

## Избранная библиография
- Совастеев В. В. Проблемы буржуазной революции Мэйдзи в японской историографии. Владивосток: ДВГУ, 1984. 190 с.
- Совастеев В. В. Политическая мысль Японии накануне переворота Мэйдзи. Владивосток: ДВГУ, 1995. 68 с.
- Совастеев В. В. История Японии. Герои и антигерои. Владивосток, 2002. 78 с.
- Совастеев В. В. Очерки истории Японии. От Токугава Иэясу до Хасимото Рютаро. Владивосток: Издательство Дальневосточного ун-та, 2008. 293 с.
- Совастеев В. В. Геополитика Японии с древнейших времен до наших дней: учебное пособие. Владивосток: Издательство Дальневосточного ун-та, 2009. 129 с.